# 小野田線

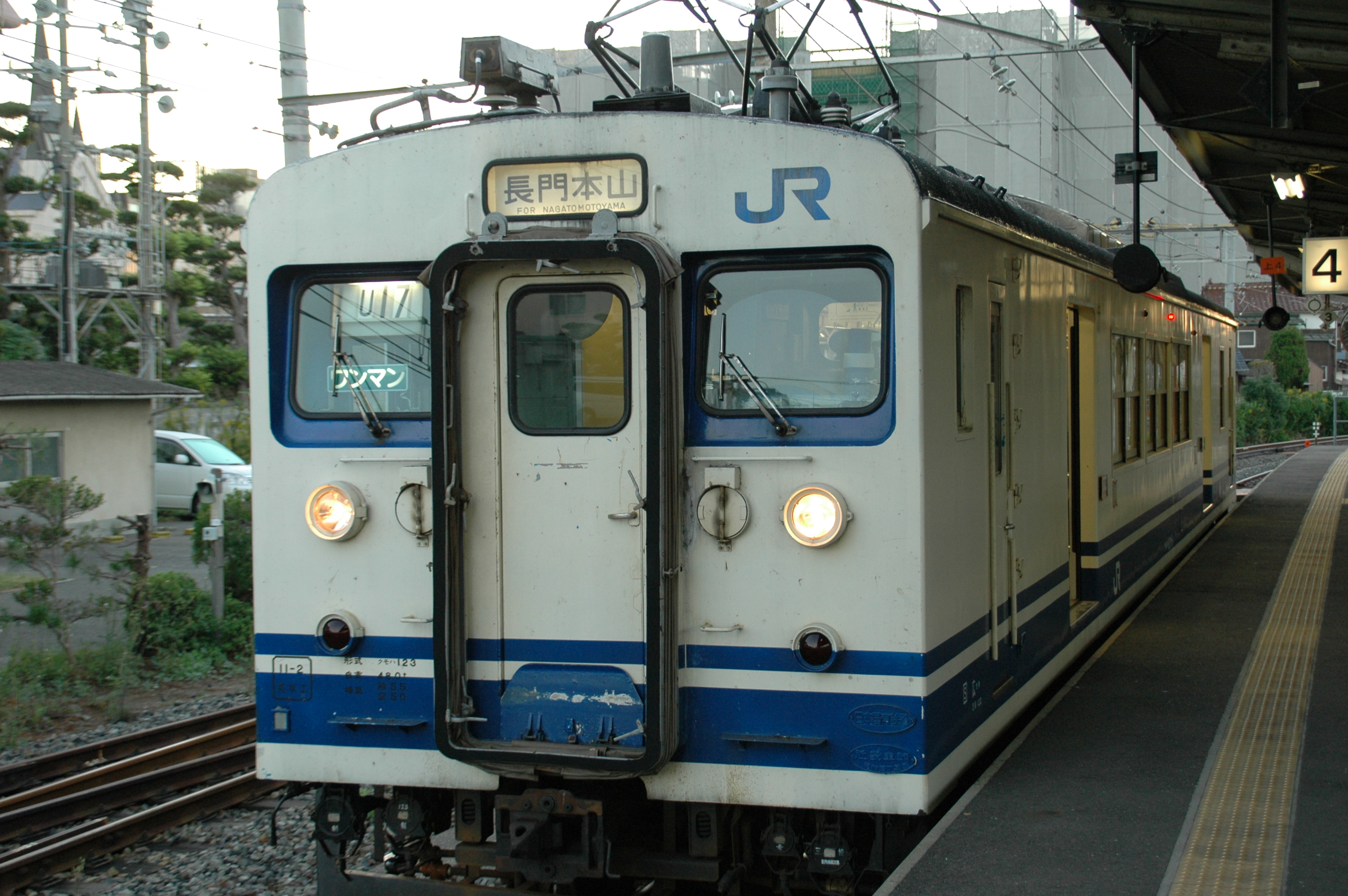
123系，開往長門本山的列車（2005年10月16日 宇部新川車站）

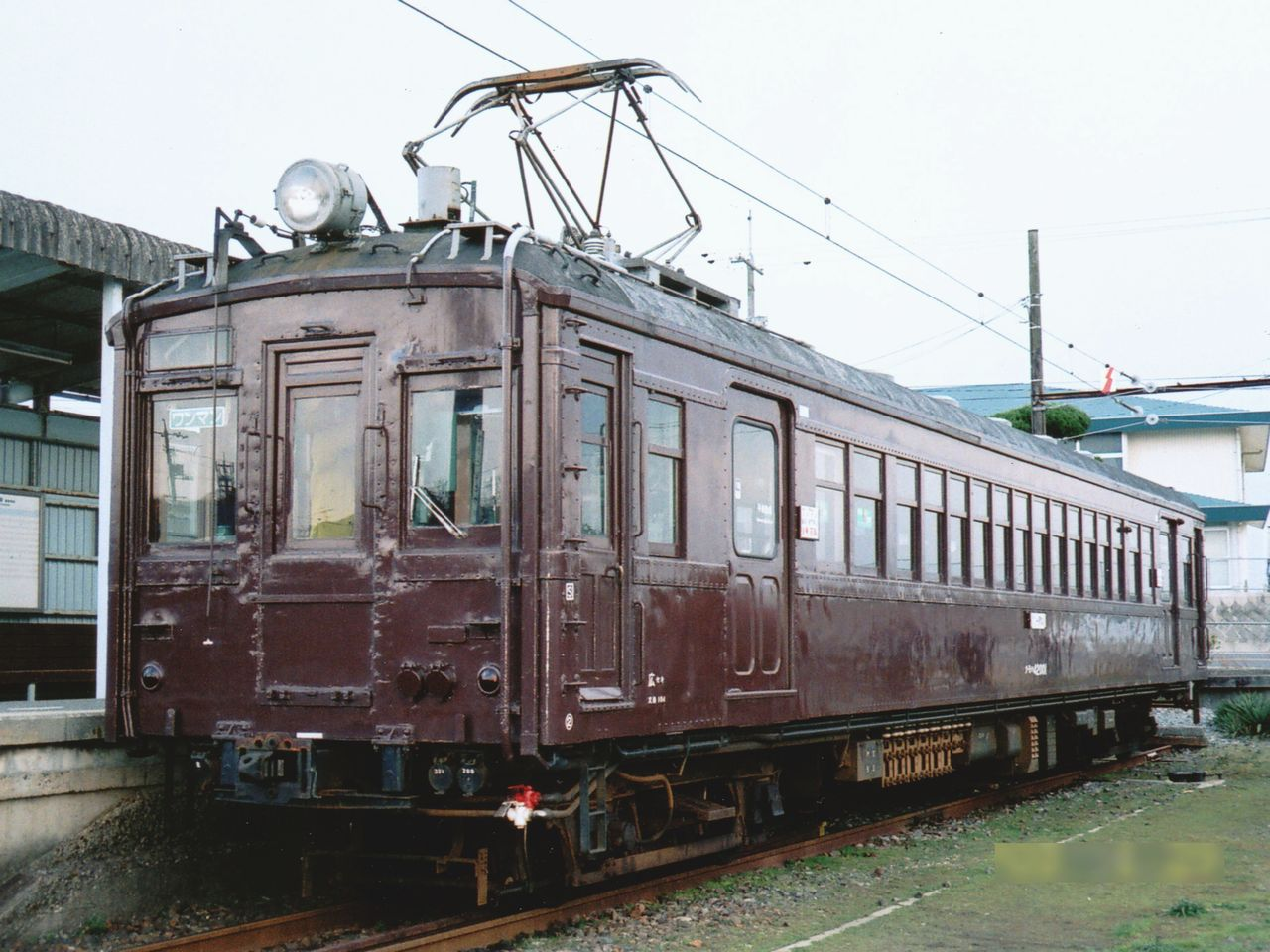
到2003年為止在本山支線運行的Kumoha42型

小野田線（日语：／ Onoda sen */?）是一條連結日本山口縣宇部市的居能站至同縣山陽小野田市的小野田站，中途在雀田站分出一段支線至長門本山站，名為「本山支線」或「本山線」，屬於西日本旅客鐵道（JR西日本）的鐵道路線（地方交通線）。

## 概要
小野田線縱貫山陽小野田市的南部，主要承擔山陽小野田市中心和山陽本線小野田車站之間的旅客運輸。過去曾因輸送石灰岩及煤而繁榮。
本山支線是最後舊型國鐵電車運行區間，直到2003年（平成15年）3月14日為止，都有42系電聯車運行。
全線由廣島支社的山口地域鐵道部管轄。廣島支社給小野田線制訂的路線象徵色是藍灰色。

## 路線資料
- 管轄（事業類別）：西日本旅客鐵道（第一種鐵道事業者）
- 路線距離（營業距離）：
  - 居能站－小野田站間 11.6公里
  - 雀田站－長門本山站間 2.3公里
- 軌距：1067毫米
- 站數：11個（包括起終點站）
  - 若只限屬於小野田線的車站，排除屬於宇部線的居能站與屬於山陽本線的小野田站[2]則為9個。
- 複線路段：沒有（全線單線）
- 電氣化路段：全線（直流電1500V）
- 閉塞方式：自動閉塞式（特殊）
- 最高速度：居能站－小野田站間：60公里/小時、雀田站－長門本山站間：45公里/小時
- 運轉指令所（日语：運転指令所）：廣島綜合指令所厚狹派出
- 平均通過人員（日语：輸送密度）
  - 1987年：1,478人[3]
  - 2012年：446人
  - 2016年：470人[3]

## 運行形態
居能車站 - 小野田車站間的本線的所有列車均行駛至宇部線居能車站 - 宇部新川車站，無列車自中途的車站發車。除了宇部新川車站 - 雀田車站 - 長門本山車站間運行的開往本山支線的列車之外，所有列車均在小野田車站 - 宇部新川車站間運行。運行間隔大約在1小時到2小時之間，但奇數月第二個禮拜四有停駛的列車，這時運行間隔可達近5個小時。
雀田車站 - 長門本山車站間的本山支線每天早晨開行2班往返列車，傍晚開行3班列車，每日僅開行5班往返列車。早晨的始發列車自宇部新川車站發車，早晨的第二班和傍晚的末班車行駛至宇部新川車站。過去曾爲了服務學生而在禮拜六的白天也開行1班往返列車，夜間也曾有列車運行、2002年3月23日，隨著時刻表修改以及同年度開始實施學校週5日制，白天不再開行列車，早晚列車班數也被減少且夜間不再有列車運行。2012年3月17日的時刻表修改中，傍晚的2班往返列車將被廢止，預計一日開行3班往返列車。
所有區間均為一人控制運行。

## 使用車輛
和宇部線共用下關綜合車輛所運用檢修中心所屬的105系及123系電聯車。使用105系運行的列車只有早晨的一班往返列車。此外123系沒有洗手間。
線路成為國鐵線路時曾使用自宇部鐵道繼承的電車，戰後也曾使用自其它私鐵繼承的電車。1950年代後期開始使用Kumoha11型・·Kuha16型・Kumoha41型・Kumoha55型・Kumoha42型等舊形國電。本山支線以外的舊形國電因在1981年（昭和56年）換為105系電力動車組而廢車，之後雖曾僅使用105系電力動車組、1993年（平成5年）開始主要車型改為自可部線轉用的Kumoha123型。本山支線因各車站的月台長度僅能容納1節車廂，因而可單行運行的Kumoha42型得以繼續使用，直到2003年（平成15年）3月14日。同年3月15日開始，被從宇野線転用的Kumoha123型替換。另外，クモハ42型檢查期間中和在其它線路行駛時，使用クモハ123型或Kiha40型柴聯車代為行駛。

## 歷史
小野田車站 - 小野田港車站間由小野田輕便鐵道（后改名為小野田鐵道）修築，長門本山車站 - 雀田車站 - 居能車站間由宇部電氣鐵道修築。宇部電氣鐵道後來和宇部鐵道合併，這條線路成為該公司的臨港線。
小野田鐵道和宇部鐵道因是運送煤的重要物資輸送路線，在1943年（昭和18年）被國有化，旧小野田鐵道線改為小野田線，旧宇部鐵道線的新沖山車站 - 宇部港車站 - 沖之山新礦車站間、雀田車站 - 長門本山車站間改為宇部西線。
小野田港車站 - 雀田車站間開業，和小野田線相連是在1947年（昭和22年）。這時小野田線被編入宇部西線，小野田線這個名字曾一度消失，翌年宇部西線改名為小野田線。岩鼻車站 - 居能車站間則在1945年（昭和20年）；居能車站 - 宇部車站（現宇部新川車站）間在1952年（昭和27年）開業，居能站成為和宇部線的接續車站。

### 小野田輕便鐵道→小野田鐵道
- 1915年（大正4年）11月25日：小野田輕便鐵道修築的小野田站 - 水泥町站間（2.9M≒4.67km）開業。目出站、中川町停留場、横町停留場、水泥町站（現小野田港站）開業。
- 1921年（大正10年）8月15日：中川町停留場改稱南中川停留場。横町站廢站。
- 1923年（大正12年）6月25日：社名改為小野田鐵道。
- 1930年（昭和5年）4月1日：營業長度的單位自英里改為公里（2.9M→4.6km）。
- 1937年（昭和12年）1月1日：本町停留場開業。

### 宇部電氣鐵道・宇部鐵道
- 1929年（昭和4年）5月16日：宇部電氣鐵道修築的沖之山舊礦車站 - 新沖山車站間（5.0M≒8.05km）開業（600V電氣化）。沖之山旧礦車站、西沖山停留場、助田停留場、花河內停留場、居能停留場、新開作停留場、妻崎車站、長澤停留場（現長門長澤站）、雀田停留場、松原停留場、新沖山車站開業。
- 1930年（昭和5年）
  - 4月1日：修改營業距離長度單位，由英里改為公里（5.0M→8.0km）。
  - 4月29日：支線 沖之山旧礦車站 - 沖之山新礦車站間 (1.8km) 開業（600V電氣化）。港町站、發電所前停留場、沖之山新礦車站開業。
- 1931年（昭和6年）7月21日：宇部鐵道開業宇部新川車站 - 沖之山旧礦車站間 (1.2km) 的鐵路。上町停留場開業。
- 1937年（昭和12年）
  - 1月21日：宇部電氣鐵道 雀田車站 - 本山車站間 (2.3km) 開業（600V電氣化）。雀田停留場改為雀田車站。療養所停留場・子持御前停留場・本山車站（現長門本山車站）開業。
  - 10月1日：廢止上町停留場。
- 1938年（昭和13年）11月6日：廢止花河內停留場。居能停留場改為居能車站。
- 1940年（昭和15年）3月5日：長澤停留場改為長澤車站。
- 1941年（昭和16年）11月29日：宇部電氣鐵道和宇部鐵道合併。

### 國有化以後
- 1943年（昭和18年）
  - 4月1日：小野田鐵道全線國有化。小野田車站 - 小野田港車站間改為小野田線。
    - 停留場改為車站。水泥町車站改名為小野田港車站。廢止旦停留場和本町停留場。

  - 5月1日：宇部鐵道全線國有化。宇部港車站 - 新沖山車站間、宇部港車站 - 沖之山新礦車站間、宇部港車站 - 宇部車站（現宇部新川車站）、雀田車站 - 長門本山車站間改為宇部西線。
    - 沖之山舊礦車站改為宇部港站、長澤車站改為長門長澤車站、本山車站改為長門本山車站。
    - 停留場改為車站。廢止新開作停留場、松原停留場、療養所停留場、子持御前停留場。
- 1944年（昭和19年）4月1日：停止支線 宇部港車站 - 沖之山新礦車站間的客運業務。
- 1945年（昭和20年）6月20日：和宇部東線（現宇部線）連接貨物支線居能車站 - 岩鼻車站區間 (1.4km) 開業。
- 1946年（昭和21年）4月1日：恢復支線 宇部港車站 - 沖之山新礦車站間的客運業務。
- 1947年（昭和22年）10月1日：廢除雀田車站 - 新沖山車站區間 (1.3km) 、延長小野田港車站 - 雀田車站區間 (2.0km) （600V電氣化），宇部港車站 - 居能車站 - 小野田車站間全通。小野田線編入宇部西線。小野田港車站南移0.5km南，旧車站改為小野田港北口乘降場。
- 1948年（昭和23年）2月1日：宇部西線改名小野田線。
- 1949年（昭和24年）3月1日：停止西沖山車站 - 宇部港站間和支線 宇部港車站 - 港町車站間的客運業務。
- 1950年（昭和25年）
  - 3月1日：宇部港車站 - 居能車站 - 小野田港車站間、雀田車站 - 長門本山車站間的架線電壓升爲1500V。
  - 4月1日：貨物支線 居能車站 - 岩鼻車站間實現1500V電氣化。
  - 8月10日：小野田港車站 - 小野田車站間電氣化、至此實現全線電化。
- 1952年（昭和27年）4月20日：宇部線的居能車站 - 宇部車站（現宇部新川車站）間的新線開業。廢除貨物支線 宇部港車站 - 宇部車站區間 (1.2km) 。本線的宇部港車站 - 居能車站區間 (2.2km) 和支線 宇部港車站 - 沖之山新礦站區間 (1.8km) 停止客運業務，編入宇部線。廢除同区間的助田車站・西沖山車站・港町車站・發電所前車站。小野田線本線的起点由宇部港車站改為居能車站。
- 1957年（昭和32年）6月1日：濱河內車站開業。
- 1962年（昭和37年）3月15日：小野田港北口乘降場改為車站，南小野田車站開業。
- 1963年（昭和38年）10月1日：廢除支線 雀田車站 - 長門本山站區間的貨運業務。
- 1983年（昭和58年）3月8日：導入調度集中系統 (CTC)。
- 1986年（昭和61年）3月3日：廢除居能車站 - 小野田車站區間的貨運業務。

### 民營化以後
- 1987年（昭和62年）4月1日：國鐵分割民營化，由西日本旅客鐵道繼承。
- 1989年（平成元年）3月11日：宇部新川車站、雀田車站 - 長門本山車站區間的一人控制運行開始[6]。
- 1990年（平成2年）6月1日：隨著宇部新川鐵道部的設立，全線（除小野田站構内）有廣島支社直轄改為該鐵道部管轄[7]。宇部新川車站 - 小野田車站區間的一人控制運行開始[6]。
- 2002年（平成14年）3月23日：廢除深夜時間段的列車。
- 2003年（平成15年）3月14日：雀田車站 - 長門本山車站間的Kumoha42型電車的運行于該日結束[5]。
- 2009年（平成21年）6月1日：因組織調整，廢除宇部新川鐵道部，小野田線及小野田車站構內改屬同日設立的山口地域鐵道部管轄[8]。

## 車站列表
- 所有列車都是普通列車（停靠所有車站）

### 本線
為方便起見，自居能側所有列車直通的宇部線宇部新川站起記載。
- 軌道（全線單線） … ◇：可列車交會，｜：不可列車交會
- 所有車站都位於山口縣內

| 路線名稱 | 中文站名 | 日文站名 | 英文站名 | 站間營業距離 | 居能起計 營業距離        | 接續路線                             | 軌道         | 所在地 |
| -------- | -------- | -------- | -------- | ------------ | ------------------------ | ------------------------------------ | ------------ | ------ |
| 宇部線   | 宇部新川 |          |          | -            | 1.8                      | 西日本旅客鐵道：宇部線（新山口方向） | ◇            | 宇部市 |
| 宇部線   | 居能     |          |          | 1.8          | 0.0                      | 西日本旅客鐵道：宇部線（宇部方向）   | ◇            | 宇部市 |
| 小野田線 | 居能     |          |          | 1.8          | 0.0                      | 西日本旅客鐵道：宇部線（宇部方向）   | ◇            | 宇部市 |
| 妻崎     |          |          | 2.5      | 2.5          |                          | ◇                                    |              | 宇部市 |
| 長門長澤 |          |          | 0.7      | 3.2          |                          | ｜                                   |              | 宇部市 |
| 雀田     |          |          | 1.3      | 4.5          | 西日本旅客鉄道：本山支線 | ｜                                   | 山陽小野田市 |        |
| 小野田港 |          |          | 2.0      | 6.5          |                          | ◇                                    | 山陽小野田市 |        |
| 南小野田 |          |          | 0.6      | 7.1          |                          | ｜                                   | 山陽小野田市 |        |
| 南中川   |          |          | 1.2      | 8.3          |                          | ｜                                   | 山陽小野田市 |        |
| 目出     |          |          | 1.4      | 9.7          |                          | ◇                                    | 山陽小野田市 |        |
| 小野田   |          |          | 1.9      | 11.6         | 西日本旅客鐵道：山陽本線 | ｜                                   | 山陽小野田市 |        |

### 本山支線
- 全線單線，不可列車交會
- 所有車站都位於山口縣山陽小野田市

| 中文站名 | 日文站名 | 英文站名 | 站間營業距離 | 累計營業距離 | 接續路線                 |
| -------- | -------- | -------- | ------------ | ------------ | ------------------------ |
| 雀田     |          |          | -            | 0.0          | 西日本旅客鐵道：小野田線 |
| 濱河內   |          |          | 1.3          | 1.3          |                          |
| 長門本山 |          |          | 1.0          | 2.3          |                          |

### 廢除路段
（）內是起點起計的營業距離。
1947年廢除路段
雀田站（0.0）－松原停留場（約0.7）－新沖山站（1.3）

1952年編入宇部線路段
宇部港站（0.0）－西沖山站（0.5）－助田站（1.3）－花河內停留場－居能站（2.2）
宇部港站（0.0）－港町站（0.5）－發電所前站（1.3）－沖之山新礦站（1.8）
- 編入宇部線之時，除宇部港站以外所有中途站一併廢除

1952年廢除路段
宇部港站（0.0）－上町停留場（0.8）－宇部新川站（1.2）

### 廢站
廢除路段的車站除外。
- 本線 …（）內是居能站起計的營業距離。
  - 新開作停留場：1943年廢除，居能站－妻崎站間（1.2）
  - 横町停留場：1921年廢除，南小野田站附近
  - 本町停留場：1943年廢除，與南小野田站同一地點（7.1）
  - 旦停留場：1943年廢除，目出站－小野田站間（10.8）
- 本山支線 …（）內是雀田站起計的營業距離。
  - 療養所停留場：1943年廢除，雀田站－濱河內站間（0.6）
  - 子持御前停留場：1943年廢除，濱河內站－長門本山站間（1.5）

## 和其並行的交通方式
幾乎全線都和縣道妻崎開作小野田線平行，也有大巴經過這條縣道。由於大巴班次數較電車班數為多，且公路沿線人口增加，比起鐵路，巴士更加便捷。

## 在媒體中登場的小野田線
1999年（平成11年），大分縣二階堂酒造（燒酒企業）的電視廣告中出現了クモハ42的行駛畫面。